# Sam & Max: Reality 2.0
Sam & Max: Reality 2.0 (с англ. — «Реальность 2.0») — компьютерная игра по мотивам комиксов Стива Парселла Sam & Max, выпущенная 12 апреля 2007 года компанией Telltale Games. Reality 2.0 — пятый эпизод первого сезона серии.

## Сюжет
В мире происходит интернет-кризис, и Сэму и Максу предстоит спасти мир в двух реальностях.

### Новая реальность
Наша пара узнаёт что Сибил является одной из людей, застрявших в популярной виртуальной игре. Им удаётся вернуть её в нашу реальность путём выстрела крысы Джимми Два Зуба ей в голову из пушки. Понимая что она была загипнотизирована(Хотя она утверждает, что она не была под гипнозом), Сибил отдаёт Сэму и Максу свои виртуальные очки чтобы позволить им войти в игру. Она также раскрывает что очки она получила от группы, приобрёвшей соседний дом.
Сэм и Макс навещают эту группу и узнают что это — старые компьютерные системы, объединившиеся в Общество по Предотвращению Устаревания Компьютеров (англ. Computer Obsolescence Prevention Society, COPS). Эти системы и являются основой для игры, каждый из которых отвечает за определённую функцию: видеоприставка Pong по-имени Чиппи управляет всплывающими окнами, портативный компьютер Osborne 1 по-имени Курт отвечает за ширину персонажей, аркадный автомат Блустер-Бластер отвечает за игровую гравитацию, а офисный телефон Боб управляет высотой персонажей. Они ремонтируют поломанные очки Сибил и дают специальные очки для Макса.

### Приключения на-интернете
Прибыв в Реальность 2.0, Сэм и Макс видят что интернет смоделирован на настоящем мире и когда они снимают очки, то оказывают в том же месте в реальности как и в Реальности 2.0 (то есть, они бродят по улице как идиоты). Также, предметы их инвентаря также превращаются в их компьютерные версии (например, револьвер Сэма превращается в бластер, который, однако, совершенно бесполезен). Даже образы неиграемых персонажей были скопированы с реальных людей. Сама Интернет представляется бестелесой женской сущностью и выглядит как режиссёр из второго эпизода.
В настоящем мире, Сэм и Макс узнают что Боско (который играет роль торговца-полуэльфа) продаёт его очередное изобретение — опасное биологическое оружие (носовой платок с его соплями), и они догадываются что в Реальности 2.0, это превратится в компьютерный вирус, с помощью которого им удастся уничтожить Интернет и спасти людей. Приобретя платок за 1 миллиард$ (выкрав деньги у мафии), они посылают вирус по электронной почте. В ярости, Интернет теряет всякое уважение к человечеству и клянётся убить всех игроков.

### Текстовая битва
Система ломается, и перезагружается как Реальность 1.5 — текстовый квест. «Уважение ко всему живому» становится осязаемым предметом в игре, так что Сэм и Макс пытаются приобрести его и отдать Интернету. Почувствовав вину, Интернет отпускает всех игроков и умирает из-за вируса. Вернувшись в настоящий мир, наши герои возвращаются к своей нормальной жизни (хотя Макс всё ещё является президентом США). Финальный кадр показывает улыбающуюся луну с лицом Хью Дара.